# Niphona stoetzneri
Niphona stoetzneri är en skalbaggsart som beskrevs av Stefan von Breuning 1938. Niphona stoetzneri ingår i släktet Niphona och familjen långhorningar. Inga underarter finns listade i Catalogue of Life.